# Liste des membres du Parlement européen pour le Royaume-Uni, 1973-1979
Au cours de cette période, les membres du Parlement européen n'ont pas été élus directement, mais ont été choisis par et parmi les membres de la Chambre des communes et de la Chambre des lords en tant que délégués. La taille totale de la délégation du Royaume-Uni était de 36, mais le parti travailliste a refusé de nommer ses délégués à cause de la politique du parti à l'époque de s'opposer à l'adhésion britannique aux Communautés européennes. Après le référendum de 1975, le parti travailliste a décidé de prendre ses sièges.
- Haut – A
- B
- C
- D
- E
- F
- G
- H
- I
- J
- K
- L
- M
- N
- O
- P
- Q
- R
- S
- T
- U
- V
- W
- X
- Y
- Z

| Nom                              | Parti             | Dates                                                                |
| A                                |                   |                                                                      |
| Lord Ardwick                     | Travailliste      | 3 juillet 1975 – 1979                                                |
| B                                |                   |                                                                      |
| Guy Barnett                      | Travailliste      | 1er juillet 1975 – 24 mai 1976                                       |
| Sir Tufton Beamish               | Conservateur      | 1er janvier 1973 – 24 juillet 1974                                   |
| Comte de Bessborough             | Conservateur      | 1er janvier 1973 – 1979                                              |
| Lord Bethell                     | Conservateur      | 10 mars 1975 – 1979                                                  |
| Betty Boothroyd                  | Travailliste      | 1er juillet 1975 – 1er mars 1977                                     |
| Lord Brecon                      | Conservateur      | 1er janvier 1973 – 24 octobre 1973                                   |
| John Brewis                      | Conservateur      | 1er janvier 1973 – 28 février 1975                                   |
| Lord Brimelow                    | Travailliste      | 28 février 1977 – 30 juin 1978                                       |
| Ronald Brown                     | Travailliste      | 1er mars 1977 – 1979                                                 |
| Lord Bruce de Donington          | Travailliste      | 3 juillet 1975 – 1979                                                |
| C                                |                   |                                                                      |
| Lord Castle                      | Travailliste      | 3 juillet 1975 – 1979                                                |
| John Corrie                      | Conservateur      | 28 février 1975 – 18 décembre 1975; 1er mars 1977 – 1979             |
| George Cunningham                | Travailliste      | 13 mars 1978 – 1979                                                  |
| D                                |                   |                                                                      |
| Tam Dalyell                      | Travailliste      | 1er juillet 1975 – 1979                                              |
| Sir Geoffrey de Freitas          | Travailliste      | 1er juillet 1975 – 1979                                              |
| Sir Douglas Dodds-Parker         | Conservateur      | 1er janvier 1973 – 28 février 1975                                   |
| Gwyneth Dunwoody                 | Travailliste      | 1er juillet 1975 – 1979                                              |
| Hugh Dykes                       | Conservateur      | 24 juillet 1974 – 1er mars 1977                                      |
| E                                |                   |                                                                      |
| Robert Edwards                   | Travailliste      | 1er mars 1977 – 1979                                                 |
| Baronne Elles                    | Conservateur      | 1er janvier 1973 – 3 juillet 1975                                    |
| Tom Ellis                        | Travailliste      | 1er juillet 1975 – 1979                                              |
| John Evans                       | Travailliste      | 1er juillet 1975 – 13 mars 1978                                      |
| Winnie Ewing                     | SNP               | 7 juillet 1975 – 1979                                                |
| F                                |                   |                                                                      |
| Peggy Fenner                     | Conservateur      | 24 juillet 1974 – 28 février 1975                                    |
| Baronne Fisher de Rednal         | Travailliste      | 3 juillet 1975 – 1979                                                |
| Alan Fitch                       | Travailliste      | 13 mars 1978 – 1979                                                  |
| Alex Fletcher                    | Conservateur      | 18 décembre 1975 – 1er mars 1977                                     |
| Charles Fletcher-Cooke           | Conservateur      | 1er mars 1977 – 1979                                                 |
| G                                |                   |                                                                      |
| Lord Gladwyn                     | Libéral           | 1er janvier 1973 – 3 juillet 1975; 8 juillet 1975 – 1er octobre 1976 |
| Lord Gordon-Walker               | Travailliste      | 3 juillet 1975 – 20 octobre 1976                                     |
| H                                |                   |                                                                      |
| Willie Hamilton                  | Travailliste      | 1er juillet 1975 – 1979                                              |
| James Hill                       | Conservateur      | 1er janvier 1973 – 28 février 1975                                   |
| John Hill                        | Conservateur      | 1er janvier 1973 – 24 juillet 1974                                   |
| Ralph Howell                     | Conservateur      | 24 juillet 1974 – 1979                                               |
| Mark Hughes                      | Travailliste      | 1er juillet 1975 – 1979                                              |
| J                                |                   |                                                                      |
| Russell Johnston                 | Libéral           | 1er janvier 1973 – 7 juillet 1975; 1er octobre 1976 – 1979           |
| K                                |                   |                                                                      |
| Elaine Kellett-Bowman            | Conservateur      | 28 février 1975 – 1979                                               |
| Lord Kennet                      | Travailliste      | 28 février 1978 – 1979                                               |
| Peter Kirk                       | Conservateur      | 1er janvier 1973 – 17 avril 1977                                     |
| L                                |                   |                                                                      |
| Marquis de Lothian               | Conservateur      | 24 octobre 1973 – 3 July 1975                                        |
| M                                |                   |                                                                      |
| Comte de Mansfield est Mansfield | Conservateur      | 1er janvier 1973 – 10 mars 1975                                      |
| Bob Mitchell                     | Travailliste      | 1 July 1975 – 1979                                                   |
| William Molloy                   | Travailliste      | 24 mai 1976 – 1er mars 1977                                          |
| Lord Murray de Gravesend         | Travailliste      | 20 octobre 1976 – 28 février 1978; 30 juin 1978 – 1979               |
| N                                |                   |                                                                      |
| Tom Normanton                    | Conservateur      | 1er janvier 1973 – 1979                                              |
| O                                |                   |                                                                      |
| Lord O'Hagan                     | Crossbencher      | 1er janvier 1973 – 3 juillet 1975                                    |
| John Osborn                      | Conservateur      | 28 février 1975 – 1979                                               |
| P                                |                   |                                                                      |
| John Peel                        | Conservateur      | 1er janvier 1973 – 24 juillet 1974                                   |
| Rafton Pounder                   | Ulster Unionist   | 1er janvier 1973 – 24 juillet 1974                                   |
| John Prescott                    | Travailliste      | 1er juillet 1975 – 1979                                              |
| Christopher Price                | Travailliste      | 1er mars 1977 – 13 mars 1978                                         |
| R                                |                   |                                                                      |
| Lord Reay                        | Conservateur      | 1er janvier 1973 – 1979                                              |
| Sir Brandon Rhys Williams, Bt.   | Conservateur      | 1er janvier 1973 – 1979                                              |
| Geoffrey Rippon                  | Conservateur      | 6 mai 1977 – 1979                                                    |
| S                                |                   |                                                                      |
| Lord St Oswald                   | Conservateur      | 1er janvier 1973 – 1979                                              |
| James Scott-Hopkins              | Conservateur      | 1er janvier 1973 – 1979                                              |
| Michael Shaw                     | Conservateur      | 24 juillet 1974 – 1979                                               |
| James Spicer                     | Conservateur      | 28 février 1975 – 1979                                               |
| Michael Stewart                  | Travailliste      | 1er juillet 1975 – 19 novembre 1976                                  |
| T                                |                   |                                                                      |
| Dick Taverne                     | Democratic Labour | 4 avril 1973 – 10 octobre 1974                                       |
| Frank Tomney                     | Travailliste      | 19 novembre 1976 – 1er mars 1977                                     |
| W                                |                   |                                                                      |
| Sir Derek Walker-Smith           | Conservateur      | 1er janvier 1973 – 1979                                              |
| Lord Walston                     | Travailliste      | 3 juillet 1975 – 28 février 1977                                     |